# 斯高特荒原风力发电厂

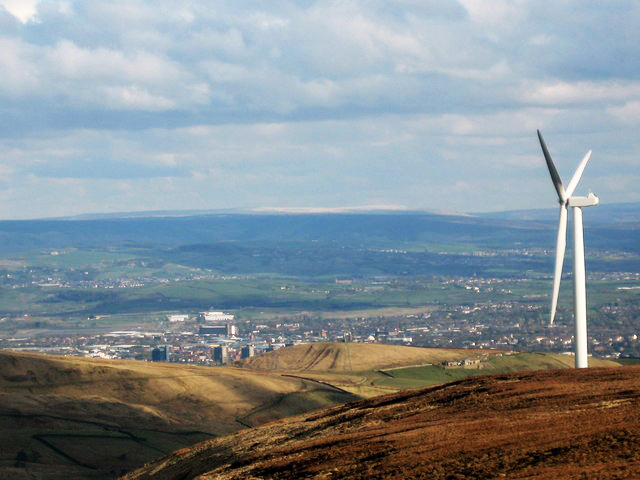
9号风力涡轮机

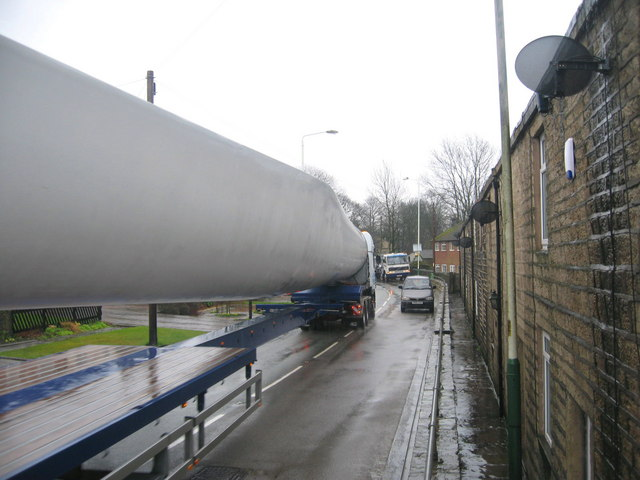
40米长的涡轮机叶片正被运往电厂工地

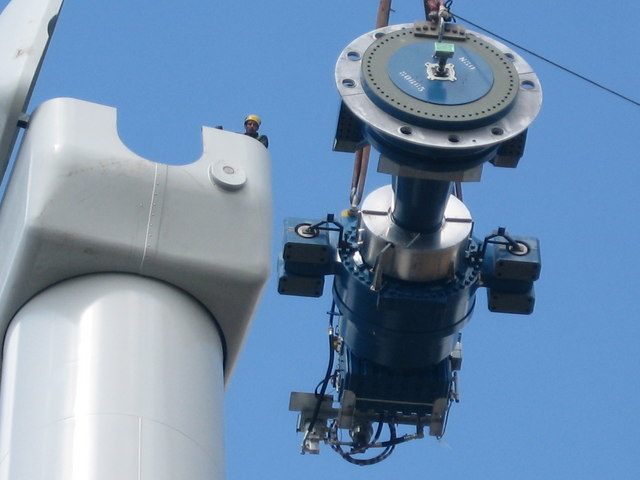
吊装涡轮机

斯高特荒原风力发电厂(英語：Scout Moor Wind Farm)是英国内陆最大的风力发电厂，系为皮尔风力电力有限公司而建。尽管兴建之中一直颇有争论，英国政府仍於2005年给电厂颁发了规划许可证，2007年动工。由于受恶劣天气、复杂地形以及之前采矿活动的影响，工程一度受阻。2008年9月25日耗资5000万英镑的电厂正式竣工投产。现共有26台诺德克斯N80型风力涡轮机，电厂涡轮机支柱高度为60米，外部旋转叶片长40米，总高100米，远在15至20英里外的南曼彻斯特也能看到。电厂总装机容量65 MW，年供电1.54亿千瓦时，可满足4万个家庭的用电需求。

## 地理
斯高特荒原是位于南佩内斯（South Pennines）艾登菲尔、罗滕斯泰尔和洛奇德尔之间的一块遍布泥沼和帚石楠的高地，顶部海拔473米，是里奇（Leach）的最高处，行政区划上分属大曼彻斯特郡南部的罗奇代尔都市自治市和兰开夏郡东南部的罗森代尔（Rossendale）自治市。其地下的地质构造为坚硬的岩石和硬度不大的泥页岩，属于低煤系地层。岩石和泥页岩的风化程度不同，导致这片荒原具有“倾斜的陆架上间有陡峭的悬崖”的景观，不过总体说来这片荒原较为平坦，面积约有1347英亩，其中仅有2%，约21英亩被用作建造风力发电厂。

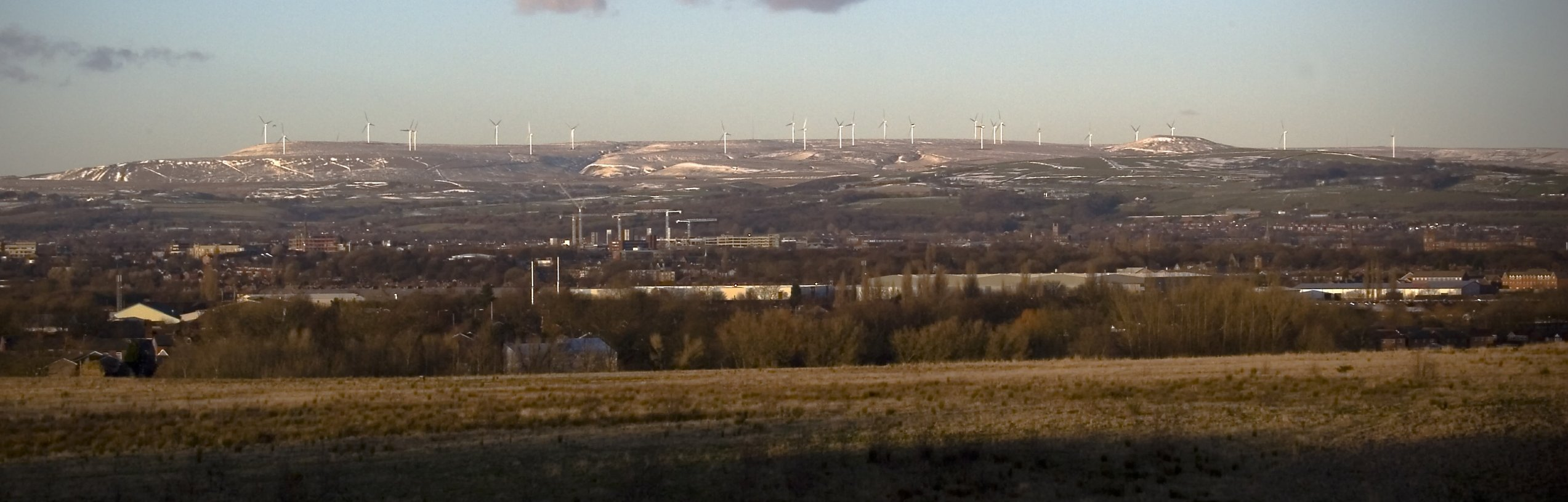
从Radcliffe观看到的斯高特荒原风力发电厂

斯高特荒原采石场，是在Edenfield村庄一个250-英畝（100-公頃）的露天矿，用于砂砾岩和砂岩的开采，并且以前有它自己的铁路专用线。

## 历史

### 开建前的争论
虽然英国政府设定了到2010年可再生能源发电占英国发电量的10%的目标，建设风能电厂仍然长期起来会引起争议的问题，每年内陆风力电厂的建设提议仅有约28%得到通过。2001年斯高特荒原被选为建设风力发电厂的绝佳地点[16]。2002年皮尔公司委托MORI进行了十七天的电话调查，询问伯里、罗森达尔和罗奇达尔的居民对风力发电的看法和在斯高特沼地建设电厂的看法。结果表明88%的回答者认为风力发电是个不错的想法，72%认为在这片荒原建设风力电厂这个项目不错，63%认为风能是较好的能量来源。
2003年联合水电公司和皮尔公司合作提出了建设风力电厂的意向书，不久“斯高特和诺勒之友”组织建立了，他们派出了代表参加2003年九月召开的区域理事会以反对这一计划，发言称他们支持可再生能源，但出于野生动物、植被和景观方面的考虑，他们反对选择斯高特荒原作为厂址，认为发电厂会破坏这里的原有美丽风景和生态环境，带来噪音污染。随后建设方的代表发言，强调英国要加快使用再生能源的步骤，以减少温室气体排放，对抗全球暖化，指出英国在风力发电上远落后于欧洲其他主要国家，特别是斯高特荒原所在的西北英格兰地区，可再生能源提供的电力仅占总电力的1.3%
。会议结束后，反对者坚持自己的观点，在作家和植物学家戴维·贝拉米的领导下于当年11月在斯高特荒原举行了示威。

### 建设
2006年夏，工程的详细设计方案完成，次年1月开工建设。开工后的首项任务是建设一条可以通往工地的公路，这遇到了双重的困难。一是斯高特荒原多有覆盖着帚石楠的沼地，很难承担道路重量；二是从19世纪到20世纪初一直有企业在这里采煤，地下多有采煤形成的空洞，在修路过程中，地面就非常容易下沉甚至塌陷。面对这些问题，施工方需要填充采煤形成的空洞，使用土工布和土工格栅来防止塌陷。
斯高特荒原风力发电厂具有生产总共65 MW的产能， 相比，英国最大的海上风电场Kentish Flats Offshore Wind Farm有90 MW的容量。 斯高特荒原风力发电厂总成本是 £5000万英镑,但皮尔控股预计涡轮机运行至少25年。 自开业以来，该风电厂“已成为一个真正的旅游景点”;显示了风电场建设照片的一个日历曾被刊登在当地新闻报道。

## 技术指标
| 制造厂商                                         | 诺德克斯                                |
| 型号                                             | N80                                     |
| 塔高度                                           | 60（197英尺）                           |
| 叶片长度                                         | 40（131英尺）                           |
| 整体最大高度                                     | 100（328英尺）                          |
| 风机重量                                         | 250公噸（250長噸；280短噸）             |
| 最大风机额定产能                                 | 2.5瓦特（3,400匹馬力）                  |
| 总额定产能（最大输出）                           | 65瓦特（87,000匹馬力）                  |
| 每年产生的电力                                   | 154,000 MW·h（550 TJ）                  |
| 容量因子                                         | 27%                                     |
| Total carbon dioxide (CO 2) displaced per annum  | 160,000公噸（160,000長噸；180,000短噸） |
| Total sulphur dioxide (SO 2) displaced per annum | 2,000公噸（2,000長噸；2,200短噸）       |
| Total nitrogen oxides (NO x) displaced per annum | 570公噸（560長噸；630短噸）             |